# Østrup Kirke
Østrup Kirke er en kirke i Østrup Sogn i Nordfyns Kommune. Kirken ligger lige ved siden af godset Østrupgård i landsbyen Østrup.
Kirken har sandsynligvis været viet til Sankt Anna, og der kendes navngivne katolske præster fra 1493 (hr Hans Brun) og 1536 (Hr. Jørgen). Ved landehjælpen 1524-26 bidrog kirken med 10 mark.
Kirken var i Kronens eje fra reformationen 1536 til 1678, da Christian V afhændede patronatsretten til Sidsel Knudsdatter Grubbe. Hun solgte den siden videre til sin nieces ægtefælle, Johan Didrich von Wettberg til Østrupgård. Kirken forblev i herregårdens eje indtil overgangen til selveje 1940.
Hjadstrup Kirke var annekskirke til Østrup senest 1588.

## Bygning
Kirken er i sin kerne en lille romansk teglstensbygning med et 11,5 m langt skib, et kor af formentlig halv længde og en overhvælvet apside. Den hører til en gruppe af mindre, romanske teglstenskirker på Nordfyn, der også omfatter blandt andet Korup og Stenløse kirker.
Allerede tidligt i 1300-tallet er dele af skibets sydmur blevet ommuret, og i 1400-tallet blev skibet forhøjet og hvælvene indsat. O. 1450 blev skibet forlænget mod vest, og der blev opført et nu tabt våbenhus ud for skibets syddør. 1595 lod Morten Skinkel kor og apsis nedrive og et langhuskor blev opført.
Det murede tårn blev byttet 1827 som afløser for en klokkestabel i bindingsværk. Det var bekostet af Elias Jørgensen Møller, der samme år også lod kapellet på nordsiden bygge. Våbenhuset ved tårnets vestende er opført o. 1895.

## Kalkmalerier
To kalkmalede udsmykninger blev fremdraget og restaureret 1969. De udgør to adskilte dekorationer, hvoraf den ældste er en senmiddelalderlig udsmykning af skibet, hvis ikke af hele kirken. Af den er bevaret to helgenfremstillinger af Sankt Sebastian og Sankt Peter. Det yngre kalkmaleri forestiller en basunengel, der ses over prædikestolen.

## Inventar
Kirkens ældste inventargenstand er den romanske granitdøbefont af arkadetype. Fra middelalderen er endvidere bevaret klokkestøberen Klaves' klokke fra 1448 og et lille krucifiks fra 1500-tallet.
Efter reformationen 1536 er en del dåbs- og alterudstyr anskaffet, heriblandt et Nürnbergfad til døbefonten. Alterkalken er skænket af Ide Dresselberg til Østrupgård 1580 og tilskrevet guldsmed Niels Hvid. Prædikestolen er en arkitektonisk opbygget renæssancestol fra samme årti med arkadefag og hjørnefremspring med søjler; i fagene er malerier af Sankt Peter, Jesus som Verdens Frelser, Paulus og en uidentificeret apostel.
Fra 1700-tallet stammer en ottearmet lysekrone, kirkeskibet med navn "IMD", der blev udført 1731 til Lumby Kirke og først kom til Østrup 1931, og ikke mindst en illusionistisk malet altertavle, Den hører til en lille gruppe, hvoraf en enkelt er et dokumenteret arbejde af Niels Poulsen Dahlin, som formentlig har udført de fleste, hvis ikke alle de bevarede illusionistiske altertavler på Fyn. Altertavlens oprindelige bemaling blev overmalet 1864, så stort set kun det gamle storfeltsmaleri af Nadverens Indstiftelse er bevaret af tavlens oprindelige udseende. Dette viser, at den er udført af samme hånd og efter samme forlæg som altertavlen i Verninge Kirke. Desuden skænkede Østrupgård en illusionistisk altertavle til annekskirken i Hjadstrup, som må formodes at være udført af samme malerværksted som Østrups tavle. På altertavlen er nu sat et altermaleri af Christoffer Faber, der ligeledes forestiller Nadverens Indstiftelse.

## Gravminder
Kirken rummer en enkelt gravsten fra 1500-tallet, lagt over Poul Skinkel til Østrupgård og Ide Andersdatter. Stenen indtager en nøglerolle i etableringen af den såkaldte "Odensekopist"'s værk, fordi den er den ældste af de fynske gravsten, der har de Gert van Groningen og hans værksteds renæssancesten som deres forlægsmæssige udgangspunkt .
O. 1595 lod Laurits Skinkel opføre et gravkapel, måske identisk med det gravkapel i tårnrummet, der var i brug helt frem til 1827. Kisterne her fra - tilhørende daværende kirkeejer Laurids Schebyes slægt - er efterfølgende blevet begravet øst for koret.

## Galleri
- Østrup Kirke fra nord
- Østrup Kirke fra øst
- Østrup Kirke fra vest
- Østrup Kirke fra sydøst
- Østrup Kirke indefra
- Østrup Kirkes alter
- Østrup Kirkes alterbillede
- Østrup Kirkes døbefont
- Østrup Kirkes prædikestol
- Østrup Kirkes orgel
- Østrup Kirkes kirkeskib
- Kors i Østrup Kirke
- Kors i Østrup Kirke
- Kalkmaleri i Østrup Kirke
- Kalkmaleri i Østrup Kirke
- Stentavle i Østrup Kirke

## Eksterne kilder og henvisninger
- Kirkens beskrivelse hos Trap – Kongeriget Danmark, 3. udgave, bind 3, s. 467
- Østrup Kirke hos KortTilKirken.dk